# Alergijski kontaktni dermatitis
Alergijski kontaktni dermatitis je kronična ponavljajoča alergijska dermatoza, IV. tipa preobčutljivosti, ki se kaže po stiku kože občutljive osebe z ekcematogenom. Ekcematogene snovi so same po sebi neškodljive, ekcemi se pojavijo pri preobčutljivosti posameznikov. Faze bolezni: faza senzibilizacije, obdobje latence, reakcija.
Prizadene zlasti odrasle, redkeje otroke. Ob prvem stiku kože s tako snovjo ne pride do nikakršne reakcije, saj faza nastajanja preobčutljivosti poteka brez kliničnih znakov. Ob ponovnem stiku pa se pri občutljivi osebi pojavi akutno vnetje z zamikom, ki je značilen za alergijski kontaktni dermatitis. Primer snovi, ki lahko povzročijo alergijski kontaktni dermatitis, so nikelj, krom, neomicin, dišave v negovalnih izdelkih ... Preprečimo ga z izobibanjem stika s snovjo, ki ga izzove. Alergen lahko določomo na primer s krpičnim testom. Zdravljenje je simptomatsko. V akutni fazi se lahko uporabijo obkladki s fiziološko raztopino. Pri akutni ali kronični obliki so lokalni učinkoviti pripravki s kortikosteroidi. Antihistaminiki zmanjšajo srbenje.

## Vzroki
Alergijski kontaktni dermatitis je posledica stika kože z določenim alergenom, ki pri osebi s preobčutljivostjo povzroči vnetni odziv. Najpogosteje ga povzročijo male molekule (nikelj, krom, neomicin, dišave v negovalnih izdelkih, lateks, izvlečki nekaterih rastlin ...).